# Зарічне (Горлівський район)
Зарі́чне — село Чистяківської міської громади Горлівського району Донецької області, Україна. Населення становить 150 осіб. Відстань до райцентру становить близько 6 км і проходить переважно автошляхом місцевого значення.

## Населення
За даними перепису 2001 року населення селища становило 150 осіб, із них 33,33 % зазначили рідною мову українську та 66,67 %— російську.